# Bohumil Vlasák
Bohumil Vlasák (* 20. Februar 1871 in Příbram; † 31. Mai 1945 in Prag) war ein tschechoslowakischer Jurist, Ökonom, Politiker und Finanzminister.

## Leben, politische Karriere
Bohumil Vlasák besuchte ein Gymnasium in Příbram und studierte danach an der Karl-Ferdinands-Universität in Prag, wo er am 21. November 1893 in Jura zum Doktor promovierte. Von 1895 bis 1898 arbeitete er an Landesfinanzdirektorium in Prag, 1898 bis 1918 am Finanzministerium in Wien. Danach bis 1934 (mit Ausnahme der Zeit als Finanzminister) arbeitete er als leitender Angestellter in Fachabteilungen des Finanzministeriums. Vlasák hatte folgende Regierungsämter inne:
- vom 25. November 1928 bis 1. Februar 1929 Finanzminister (kommissarisch) in der Regierung Antonín Švehla III
- vom 1. Februar 1929 bis 7. Dezember 1929 Finanzminister in der Regierung František Udržal I